# Зинченко, Пётр Евтеевич
Зинченко Пётр Евтеевич (2 февраля 1918 — 25 сентября 1992) — советский комбайнер, Герой Социалистического Труда (1952).

## Биография
Пётр Евтеевич Зинченко родился 2 февраля 1918 года в хуторе Средние Хороли ныне Зерноградского района Ростовской области. Трудовую деятельность начал двенадцатилетним подростком, окончив два класса школы.
В 1939 году переехал в Аксайский район. Трудовой путь начал в колхозе имени Сталина чернорабочим в строительном цехе.
Пётр Евтеевич — активный участник Великой Отечественной войны. Он был призван в армию за четыре дня до начала Великой Отечественной войны в сапёрные войска, воевал на 2-м Украинском фронте. С боями прошел всю войну. За мужество и храбрость был награжден орденом Отечественной войны II степени, медалями: «За оборону Кавказа», «За взятие Будапешта», «За победу над Германией».
В 1946 году он вернулся работать в колхоз, а в 1948 году перешел на работу в Аксайскую МТС. Сначала трудился помощником комбайнера, а в 1949—1950 годах выучился в городе Морозовске на комбайнера.
Молодой комбайнер сразу стал показывать высокие результаты труда. За короткий срок П. Е. Зинченко стал передовиком производства. К его фронтовым наградам добавились трудовые: медали «За трудовое отличие» и «За трудовую доблесть».
В 1951 году Пётр Евтеевич на полях колхоза им. Ворошилова Аксайского района убрал 342 гектара колосовых и намолотил в сцепе двух комбайнов «Сталинец-6» за 17 рабочих дней 6977 центнеров зерна.
Указом Президиума Верховного Совета СССР от 26 апреля 1952 года за достижение высоких показателей на уборке и обмолоте зерновых культур в 1951 году Зинченко Петру Евтеевичу присвоено звание Героя Социалистического Труда с вручением ордена Ленина и золотой медали «Серп и Молот».
А в 1953 году Петр Евтеевич за получение высоких результатов был награжден вторым орденом Ленина.
Ему также было присвоено звание «Ударник коммунистического труда», звание «Ударник 9-й пятилетки». Его ударный труд отмечен медалями ВДНХ, Почетными грамотами и дипломами. Неоднократно, как передовик производства, заносился на районную и областную доску Почёта.
С 1960 года П. Е. Зинченко работал слесарем в линейно—производственном управлении магистральных газопроводов, где также проявил себя ответственным и высококлассным специалистом. В управлении магистральных газопроводов Петр Евтеевич трудился до выхода на пенсию, стал персональным пенсионером союзного значения.
Жил в городе Аксай Ростовской области на улице Коминтерна, 5. Умер 25 сентября 1992 года.